# Mary Pat Gleason
Mary Pat Gleason (Lake City, Minnesota, 1950. február 23. – Burbank, Kalifornia, 2020. június 2.) amerikai színésznő.

## Fontosabb filmjei
Mozifilmek
- Örökkön örökség (Easy Money) (1983)
- Az agyoncsapat (Troop Beverly Hills) (1989)
- A játék öröme (Pastime) (1990)
- Tranzit a mindenhatóhoz (Defending Your Life) (1991)
- Folytatásos forgatás (Soapdish) (1991)
- Elemi ösztön (Basic Instinct) (1992)
- Zűrös manus (Man Trouble) (1992)
- Lorenzo olaja (Lorenzo's Oil) (1992)
- Vérbosszú olasz módra (Lookin' Italian) (1994)
- Bankrabló a feleségem (Holy Matrimony) (1994)
- Hallgass velem! (Speechless) (1994)
- Pár lépés a mennyország (A Walk in the Clouds) (1995)
- A salemi boszorkányok (The Crucible) (1996)
- A csapat reménysége (Hometown Legend) (2002)
- A minden6ó (Bruce Almighty) (2003)
- Hirtelen 30 (13 Going on 30) (2004)
- Los Angeles-i tündérmese (A Cinderella Story) (2004)
- Szabad egy táncra? (Marilyn Hotchkiss' Ballroom Dancing & Charm School) (2005)
- Csuklónyiszálók (Wristcutters: A Love Story) (2006)
- Mert azt mondtam (Because I Said So) (2007)
- Váltság-Nobel-díj (Nobel Son) (2007)
- Férj és férj (I Now Pronounce You Chuck & Larry) (2007)
- Szívatós szívesség (Moving McAllister) (2007)
- Borban az igazság (Bottle Shock) (2008)
- Fúrófej Taylor (Drillbit Taylor) (2008)
- Miért pont ő? (Why Him?) (2016)

Tv-filmek
- Hamisító a pácban (Framed) (1990)
- Perry Mason: Halálos lapzárta (Perry Mason: The Case of the Fatal Fashion) (1991)
- Az elveszett gyermek (A Child Lost Forever: The Jerry Sherwood Story) (1992)
- Kutyaszerencse (You Lucky Dog) (1998)
- Csodák ideje (A Season for Miracles) (1999)
- A megtaláló (Finders Keepers) (2014)

Tv-sorozatok
- Út a mennyországba (Highway to Heaven) (1987, 1989, két epizódban)
- Quantum Leap – Az időutazó (Quantum Leap) (1989, két epizódban)
- Gyilkos sorok (Murder, She Wrote) (1991, egy epizódban)
- Jóbarátok (Friends) (1994, egy epizódban)
- Vészhelyzet (ER) (1996, egy epizódban)
- Szex és New York (Sex and the City) (2001, egy epizódban)
- Született feleségek (Desperate Housewives) (2004–2012, három epizódban)
- Hogyan ússzunk meg egy gyilkosságot? (How to Get Away with Murder) (2016, egy epizódban)